# Jewell (sångare)
Jewell Peyton,[källa behövs] mer känd under sitt artistnamn Jewell, född Caples den 12 juni 1968 i Chicago, Illinois, död 6 maj 2022, var en amerikansk sångerska, framförallt inom R&B.
Hon blev mest känd som bakgrundssångare för flera artister på skivbolaget Death Row Records.